# Never Let Me Down Again
Never Let Me Down Again (englisch für „Enttäusche mich nie wieder“) ist ein Lied der britischen Band Depeche Mode. Es erschien im August 1987 als Single aus ihrem Album Music for the Masses. In Großbritannien war die Single mit Platz 22 als höchster Chartposition nur mäßig erfolgreich. In der Bundesrepublik Deutschland erreichte der Song Platz zwei der Charts, in einigen anderen europäischen Ländern erzielte er Top-Ten-Positionen. Er gilt heute als einer der Klassiker der Band.

## Geschichte
Mit David Bascombe während der Aufnahmen zu Music for the Masses ab Februar 1987 eingespielt, wurde der Song als zweite Vorabsingle im August 1987 ausgekoppelt, unmittelbar, bevor das Album im September erschien. Auf dem Singlecover sind Fragmente einer Karte der Sowjetunion zu sehen, auf unterschiedlichen Ausgaben waren verschiedene Fragmente abgebildet. Als B-Seite wurde der Track „Pleasure, Little Treasure“ verwendet.

## Inhalt
Nach Meinung der Journalisten und Musikhistorikers Michael Christopher lässt das Lied verschiedene Interpretationen zu: „Manche denken, es geht um Drogen, andere halten es für eine Schwulenhymne, und es könnte auch ganz wörtlich gemeint sein, wenn jemand darüber singt, dass er mit seinem besten Freund eine Spritztour macht. [Der Texter] Martin Gore hat sich in der Regel nicht dazu geäußert, sondern überlässt den Fans ihre eigene Interpretation.“
In der Ausgabe 44/1987 der Jugendzeitschrift Bravo wird Martin Gore bezüglich der Bedeutung des Textes hingegen so zitiert: „...die Nummer hat mit Beziehungen überhaupt nichts zu tun. Da geht es um das Kapitel Flucht vor der Realität und das böse Erwachen hinterher. ... Irgendeine Art von Flucht. Drogen, Alkohol oder was weiß ich.“

## Musikvideos
Es existieren zwei Videos zu dem Lied; beide gedreht von dem Regisseur Anton Corbijn. Die erste Version benutzt den „Split Mix“ als Grundlage; abzüglich des Intros sowie Outros des Liedes. In dem Video erschienen auch Dave Gahans Tanzschuhe, die gehen, ohne dass jemand die Schuhe trägt. Dann zieht jemand die Schuhe an, um damit zu tanzen. Eine zweite Version mit der Single-Version erschien auch auf der Best-Of-Kompilation The Videos 86–98, diese Version ist ohne die Tanzschuhe und erheblich kürzer.

## Remixe
Die ursprüngliche Fassung des Songs ist deutlich länger als die 4:47-Album-Version und wurde, um ein zusätzliches Intro verlängert, als 9:34 langer „Split Mix“ auf 12"-Single veröffentlicht. Auch bei der Albumversion kann man in den letzten Sekunden des Outfadings noch das Wiedereinsetzen der Drums hören. Ein „Aggro Mix“ erschien als Bonus-Song in der CD- sowie Kassetten-Version vom Album Music for the Masses. Der „Split Mix“ wurde auf der Band Remix-Kompilation Remixes 81 – 04 veröffentlicht. Diese Mixe gelten als die letzten Maxiversionen, die Depeche Mode noch selbst angefertigt haben.
Ein anderer Remix war von Digitalism im Jahr 2006 als Digital Deluxe Bonustrack auf der Best-of-Kompilation The Best Of, Volume 1 veröffentlicht (sowie auf der Vinyl-Edition dieses Albums) sowie auf der zweiten Band Remix-Kompilation Remixes 2: 81–11; auf diesem Album erschien auch eine Version von Eric Prydz.

## Liveaufführungen
Seit Erscheinen des Liedes wurde Never Let Me Down Again auf jeder Tour live gespielt, meist als Abschluss eines Konzertes. Zum ersten Mal live dokumentiert wurde der Song auf dem Video 101. Dort ist auch zu sehen, wie der Sänger Dave Gahan am Ende des Songs mit den Armen winkt und die Zuschauer ebenfalls diese Geste ausführen. Dies wird seit Jahrzehnten als „Tradition“ bei Depeche-Mode-Konzerten angesehen; Kritiker nennen das auch die Kornfeld im Wind-Simulation.

## Kommerzieller Erfolg

### Chartplatzierungen
| ChartsChartplatzierungen       | Höchstplatzierung | Wochen/ Monate |
| ------------------------------ | ----------------- | -------------- |
| Deutschland (GfK)              | 2 (14 Wo.)        | 14 Wo.         |
| Österreich (Ö3)                | 29 (1 Mt.)        | 1 Mt.          |
| Schweiz (IFPI)                 | 7 (13 Wo.)        | 13 Wo.         |
| Vereinigte Staaten (Billboard) | 63 (10 Wo.)       | 10 Wo.         |
| Vereinigtes Königreich (OCC)   | 22 (4 Wo.)        | 4 Wo.          |

| ChartsJahrescharts (1987) | Platzierung |
| ------------------------- | ----------- |
| Deutschland (GfK)         | 53          |

### Auszeichnungen für Musikverkäufe
| Land/Region               | Auszeichnungen für Musikverkäufe (Land/Region, Auszeichnung, Verkäufe) | Verkäufe |
| ------------------------- | ---------------------------------------------------------------------- | -------- |
| Vereinigte Staaten (RIAA) | Gold                                                                   | 500.000  |
| Insgesamt                 | 1× Gold ·                                                              | 500.000  |

Hauptartikel: Depeche Mode/Auszeichnungen für Musikverkäufe

## Coverversionen
- The Smashing Pumpkins veröffentlichten 1993 eine Coverversion unter dem Titel Never Let Me Down als B-Seite auf der Single Rocket[14]. Der Frontmann Billy Corgan wurde von der Bassistin D’arcy Wretzky dazu angeregt, die als Fan von Depeche Mode gilt. Diese Version erschien unter dem Originaltitel 1998 auch auf dem Tributealbum For the Masses[15], im gleichen Jahr luden Depeche Mode Billy Corgan ein, der im Vorprogramm auftrat, Never Let Me Down Again live mit ihnen zu spielen. 2001 war das Stück Teil des Soundtracks zum Film Nicht noch ein Teenie-Film![16].
- The Mission veröffentlichten 2002 auf ihrer Kompilation Aural Delight ein Cover ebenfalls mit dem Titel Never Let Me Down[17].
- Berlin (4Play, 2005)[18].
- Im gleichen Jahr veröffentlichten Sylvain Chauveau und das Ensemble Nocturne eine Coverversion auf Down to the Bone – An Acoustic Tribute to Depeche Mode[19].
- Ebenfalls 2005 coverte Tina Root (ehemals Frontfrau von Switchblade Symphony) den Song als Never Let Me Down, dieser war Teil der Kompilation Goth Electro (Tribute To Depeche Mode)[20]. Dieselbe Version erschien im Jahr darauf unter dem Originaltitel und dem Namen ihres Solo-Trip-Hop-Projekts Tre Lux auf dem Album A Strange Gathering[21].

Bisher (Stand: 2017) sind rund 50 Coverversionen des Stücks kommerziell erschienen.